# Jørgen Hansen (cyklist)
Jørgen Emil Hansen, född den 7 december 1942 i Köpenhamn, Danmark, är en dansk tävlingscyklist som tog OS-brons i lagtempoloppet vid olympiska sommarspelen 1976 i Montréal. Detta gjorde han tillsammans med Verner Blaudzun, Gert Frank, och Jørn Lund,